# 水野達也
水野 達也（みずの たつや）は、かつてコナミアミューズメントに所属していた作曲家。BEMANIシリーズでは家庭用版『pop'n music』の2代目サウンドディレクターとして楽曲や譜面の制作を担当していたが、家庭用『pop'n music 12 いろは』を以て担当を外れ、関連企業KPEから販売されているパチスロのBGMなどを担当していた。コメントなどではota2、おたつ名義を使用する。
2020年12月末にコナミを退社、2021年からはは倉持武志が代表取締役を務める株式会社INSPIONに所属。「WATER STAND」名義の楽曲では、自らボーカルも担当している。

## 手がけた楽曲
括弧の中はアーティスト名義で、★印はロングバージョンが存在する楽曲。

### pop'n music
ジャンル名が存在するものについてはスラッシュで区切って表記する。
- 家庭用pop'n music 6
  - Usual Days / シンパシー (EGOISTIC LEMON TEA)★
- 家庭用pop'n music 7
  - Distance / シンパシー2 (EGOISTIC LEMON TEA)★
  - Pride / スプラッシュ (長沢ゆりか)
  - きまぐれな風向き / イノセント (WATER STAND)
- 家庭用pop'n music 8
  - A change of probability / デジテクノ (18times per 1.000)★
  - Artemis / ロンリー (.KoMoToMoK.)★ - メンバーのToMo K.と共に編曲を担当。
  - rings on the water / レイニー (PEACH TREES)★
  - The chamomile of night / アダルトコンテンポラリー (SUZUKKI) - 作曲の鈴木英之と共に編曲を担当。
  - 君と微笑みと… / イノセント2 (WATER STAND)
- 家庭用pop'n music 9
  - 25時ノ悪戯 / ノスタルジック (足立美幸) - 作曲者の鈴木英之と共に編曲を担当。
  - Angel Fish/ ティアーズ (ToMo K.)★ - 作曲者のToMo K.と共に編曲を担当。
  - redraw lots / トイボックス (マロンちゃん)
  - いいひと / ラヴァーズポップ (岡めぐみ)
- 家庭用pop'n music 10
  - memories... / シンパシー3 (EGOISTIC LEMON TEA)★
  - さようならは言わないけれど / クリアトーン (WATER STAND)★
- 家庭用pop'n music 11
  - Rapunzel / タイムトラベル (MAKI)★
  - 流れの途中で / クリアトーン2 (WATER STAND)★
- 家庭用pop'n music 12 いろは
  - 僕の名前は勇気〜鈴木歯科クリニック編〜 / むしばワルツ (ゆうき。)★
  - 突確全回転！ / プリティ雅 (マロンちゃん)
- 家庭用pop'n music 14 FEVER!
  - 流転と回天 / イノセント3 (WATER STAND)★
- pop'n music Best Hits!
  - Life / J-ポップREMIX (Haya-P & Maru) - 編曲を担当。
- pop'n music portable
  - Cloudy Skies / シンパシー4 (EGOISTIC LEMON TEA)★ - 発売と同時期に稼働していたアーケード版第18作『pop'n music 18 せんごく列伝』との連動企画として、ゲーム内で入手できるパスワードをアーケード筺体に入力することで、『せんごく列伝』側でも同曲がプレイ可能になるという特典が用意されていた。
- pop'n music ラピストリア
  - Perverse Heart ～あまのじゃく～ (EGOISTIC LEMON TEA) - 同シリーズへの4年ぶりの楽曲提供であるとともに、初のACシリーズへの参戦となった。また、本作からジャンル名表記は廃止されたが、公式サイト[2]上で水野自身が「5作目である」と発言しており、実質シンパシー5である。

- ゲーム未収録曲
  - Distance ～ Surrealistic Mix - 同名曲のセルフリミックス。V-RARE SOUND TRACK 3に収録。
  - rings on the water ～thunderstorm mix～ - 同名曲のセルフリミックス。V-RARE SOUND TRACK 6に収録。
  - The chamomile of night ～velvet mix～ - 同名曲のリミックス。作曲の鈴木英之と共に編曲を担当。V-RARE SOUND TRACK 6に収録。
  - Sunny Sunday's Sky ～新しい牛の街MIX～ - 同名曲のリミックス。編曲を担当。V-RARE SOUND TRACK 7に収録。

### beatmania IIDX
- 家庭用beatmania IIDX 9th style
  - Usual Days-remix (ota2)★ - 同名曲のセルフリミックス。ロングバージョンのタイトルは『Usual Days-remix ～A sigh MIX～』。後にアーケード版『beatmania IIDX 25 CANNON BALLERS』・『pop'n music peace』に移植された。

### マジカルハロウィン
シリーズの主題歌・BGMの作曲を担当。
- マジカルハロウィン
  - Miracle Halloween(Sana)★ - カボチャンス・カボチャレンジ時BIG中BGM。後にBeatStreamへ移植された。
- マジカルハロウィン2
  - ツキノキオク(Sana)★ - 通常BIG時のBGM。後にREFLEC BEAT plus、jubeat plusへ移植された。
- マジカルハロウィン3
  - 記憶の欠片(Sana)★ - 通常BIG時のBGM。後にREFLEC BEAT limelight、jubeat saucerへ移植された。
  - その他、BGM10曲の作曲を担当[4]。
- マジカルハロウィン4
  - ミライノトビラ(Sana)★ - 通常BIG時のBGM。後にBeatStreamへ移植された。
  - 星の天気予報
- マジカルハロウィン5
  - 月の翼(Sana)★ - 通常BIG時のBGM。後にREFLEC BEAT plus、jubeat plusへ移植された。
- ぱちんこマジカルハロウィン
  - BGM10曲の作曲を担当[5]。

### 極楽パロディウス
- Happy-Go-Lucky(うちやえゆか)

歌姫タイム時のBGM

### 幻想水滸伝
- 水の道しるべ(kaori)

BIG中のBGM